# موريتز لوينبيرغر
 موريتز لوينبيرغر (بالألمانية: Moritz Leuenberger) (مواليد 21 سبتمبر 1946) هو سياسي ومحامي سويسري وعضو في المجلس الاتحادي السويسري من عام 1995 حتى عام 2010. شغل لوينبيرغر منصب رئيس الاتحاد السويسري مرتين اثنين في عام 2001 وعام 2006.
اُنتخِبَ لوينبيرغر عضواً في المجلس الاتحادي عن الحزب الاشتراكي الديمقراطي من كانتون زيورخ بتاريخ 27 سبتمبر عام 1995. كما كان عضواً في حكومة كانتون زيورخ خلال الفترة الممتدة من عام 1991 حتى عام 1995.
ترأس لوينبيرغر الوزارة الاتحادية للبيئة والنقل والطاقة والاتصالات خلال الفترة من عام 1995 حتى عام 2010.
لوينبيرغر متزوج من المعمارية غريت لوفنزبيرغ منذ عام 2003.
منحت كل من جمعية السكك الحديدية الأوروبية ورابطة صناعة السكك الحديدية الأوروبية لوينبيرغر الجائزة السياسية للسكك الحديدية الأوروبية لسنة 2009 في حفل تكريمي ببروكسل بتاريخ 20 يناير عام 2009 عن عمله في بناء والحفاظ على سياسية نقل مستدامة.
أعلن لوينبيرغر يوم 9 يوليو عام 2010 عن نيته التخلي عن عضويته في المجلس الاتحادي بحلول 31 ديسمبر 2010. كما كان من المتوقع في الوقت ذاته أيضاً أن يستقيل هانز-رودولف ميرتز حيث جرت محادثات بين الاثنان حول الاستقالة معاً. وقد كانت استقالة لوينبيرغر مفاجأة غير متوقعة. وبعد شهر واحد يوم 6 أغسطس عام 2010، أعلن هانز-رودولف ميرتز عن نيته تقديم استقالته في شهر أكتوبر. وهذا أدى إلى وضع وجبَ فيه على البرلمان انتخاب مستشارين اتحاديين جديدين في شهر سبتمبر ثم نوفمبر. أعلن لوينبيرغر عن تغيير موعد استقالته لتفادي هذا الوضع وحتى يتمكن البرلمان من انتخاب مستشارين جديدين مرة واحدة.

## روابط خارجية
- موريتز لوينبيرغر على موقع مونزينجر (الألمانية)